# Sebastian Wredenberg
Sebastian Wredenberg, född 11 juni 1986, är en svensk skidskytt. Hans största merit är hans SM-guld i stafett 2010. Han debuterade i Europacupen 2009.